# 劉安生
劉安生，福建安溪龙兴里人，明朝政治人物、進士。
洪武十八年（1385年），劉安生中式乙丑科三甲第一百七十八名進士。后授監察御史。正德年間，安溪縣令龚颖為其在該縣西設置“侍御坊”以紀念。